# Filmjahr 1905
Liste der Filmjahre

◄◄ | ◄ | 1901 | 1902 | 1903 | 1904 | Filmjahr 1905 | 1906 | 1907 | 1908 | 1909 | ► | ►►

Weitere Ereignisse

## Ereignisse
Mit Der Berg Dingjun (Ding jun shan) entsteht der erste Film der chinesischen Filmgeschichte.
Die Erstausgabe des von Sime Silverman gegründeten Wochenmagazins Variety erscheint.
Das französische stumme Kurzfilmdrama L’Ange de Noël von und mit Georges Méliès nach einem Essay von Norman McLaren und John Frazer hat seine Uraufführung. Neben Méliès ist Rachel Gillet in der Hauptrolle besetzt.

## Geboren

### Januar bis März
- 02. Januar: Luigi Zampa, italienischer Regisseur († 1991)

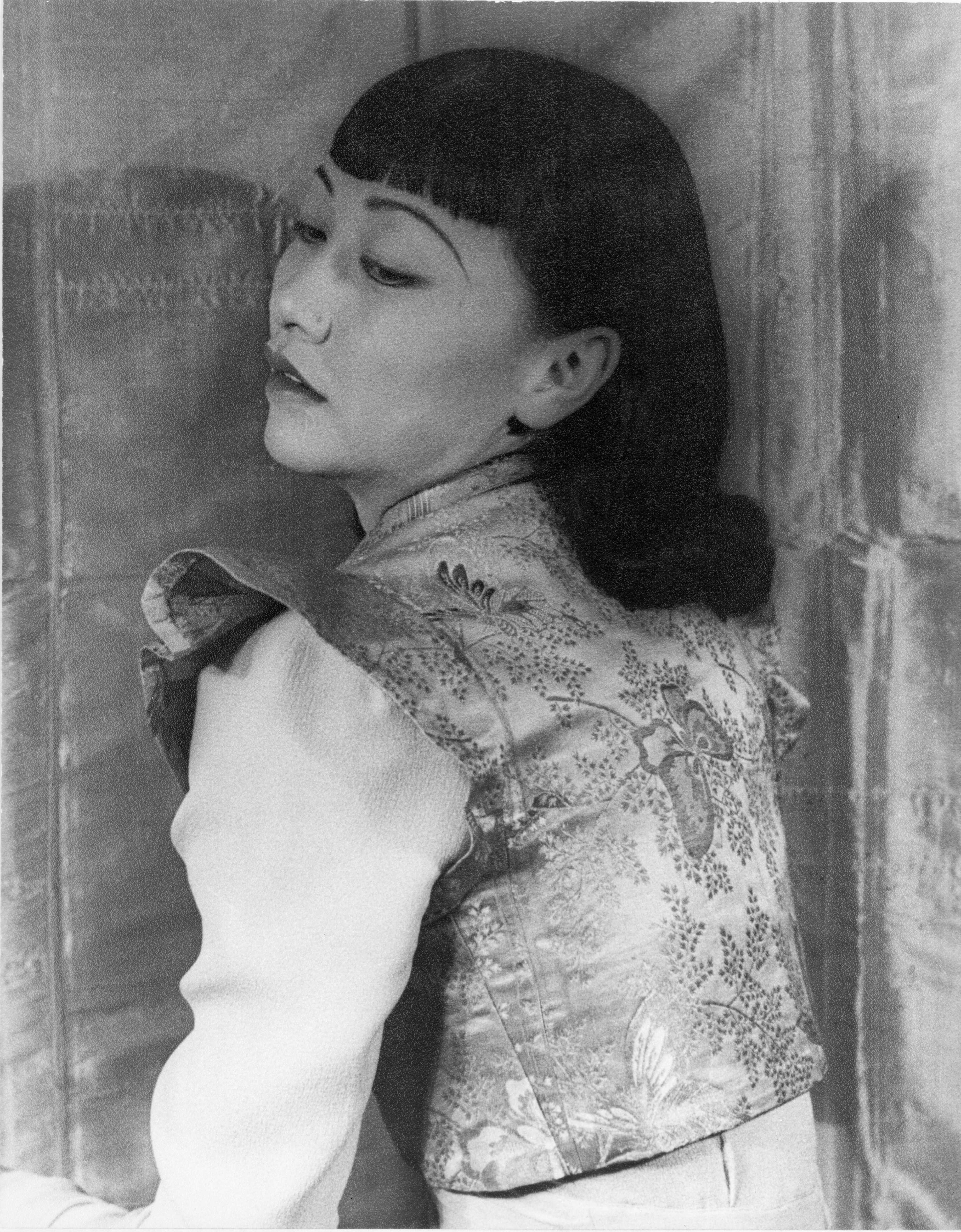
Anna May Wong (* 3. Januar)

- 03. Januar: Anna May Wong, US-amerikanische Schauspielerin († 1961)
- 04. Januar: Arthur Gould-Porter, britisch-US-amerikanischer Schauspieler († 1987)
- 08. Januar: Grete Mosheim, deutsche Schauspielerin († 1986)
- 12. Januar: Tex Ritter, US-amerikanischer Sänger und Schauspieler († 1974)
- 13. Januar: Kay Francis, US-amerikanische Schauspielerin († 1968)
- 25. Januar: Edward Colman, US-amerikanischer Kameramann († 1995)
- 26. Januar: Charles Lane, US-amerikanischer Schauspieler († 2007)
- 26. Januar: Bernhard Minetti, deutscher Schauspieler († 1998)
- 30. Januar: Kurt Waitzmann, deutscher Schauspieler († 1985)

- 01. Februar: Cesare Fantoni, italienischer Schauspieler († 1963)
- 02. Februar: Lyle R. Wheeler, US-amerikanischer Szenenbildner († 1990)
- 15. Februar: Harold Arlen, US-amerikanischer Komponist († 1986)
- 27. Februar: Franchot Tone, US-amerikanischer Schauspieler († 1968)

- 01. März: Doris Hare, britische Schauspielerin († 2000)
- 03. März: Marie Glory, französische Schauspielerin († 2009)
- 05. März: László Benedek, ungarischer Regisseur († 1992)
- 05. März: Günther Lüders, deutscher Schauspieler († 1975)
- 12. März: Takashi Shimura, japanischer Schauspieler († 1982)
- 16. März: Elisabeth Flickenschildt, deutsche Schauspielerin († 1977)
- 18. März: Robert Donat, britischer Schauspieler († 1958)
- 23. März: Joan Crawford, US-amerikanische Filmschauspielerin († 1977)
- 23. März: Paul Grimault, französischer Zeichentrickfilmer und Regisseur († 1994)

### April bis Juni
- 08. April: Curt Ackermann, deutscher Schauspieler, Synchronsprecher und -regisseur († 1988)
- 26. April: Denis O’Dea, irischer Schauspieler († 1978)
- 26. April: Jean Vigo, französischer Regisseur († 1934)

- 01. Mai: Leila Hyams, US-amerikanische Schauspielerin († 1977)
- 01. Mai: Henry Koster, deutscher Regisseur († 1988)
- 13. Mai: Walter Richter, deutscher Schauspieler († 1985)
- 15. Mai: Joseph Cotten, US-amerikanischer Schauspieler († 1994)

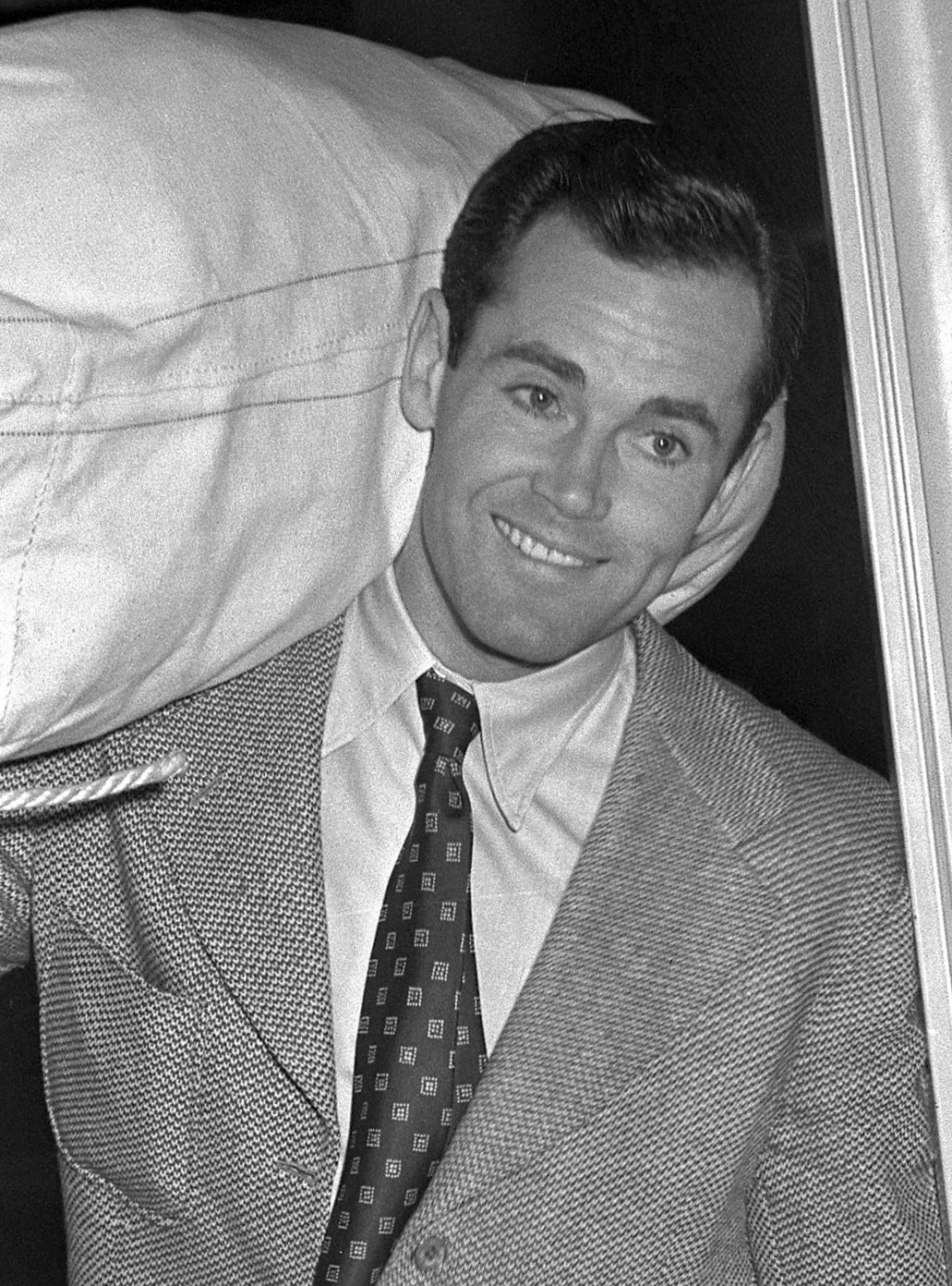
Henry Fonda (1942)

- 16. Mai: Henry Fonda, US-amerikanischer Schauspieler († 1982)
- 19. Mai: Natalie Kingston, US-amerikanische Schauspielerin († 1991)
- 26. Mai: Burnett Guffey, US-amerikanischer Kameramann († 1983)

- 05. Juni: John Abbott, britischer Schauspieler († 1996)
- 18. Juni: Marjorie Westbury, britische Schauspielerin und Sängerin († 1989)
- 19. Juni: Jiří Voskovec, tschechischer Schauspieler († 1981)
- 20. Juni: Lillian Hellman, US-amerikanische Drehbuchautorin († 1984)
- 25. Juni: Arthur Maria Rabenalt, österreichischer Regisseur († 1993)
- 29. Juni: Paul Frankeur, französischer Schauspieler († 1974)

### Juli bis September
- 05. Juli: Isa Miranda, italienische Schauspielerin († 1982)
- 10. Juli: Thomas Gomez, US-amerikanischer Schauspieler († 1971)
- 28. Juli: Vladimír Leraus, tschechischer Schauspieler († 1991)
- 29. Juli: Clara Bow, US-amerikanische Schauspielerin († 1965)
- 31. Juli: Winton C. Hoch, US-amerikanischer Kameramann († 1979)

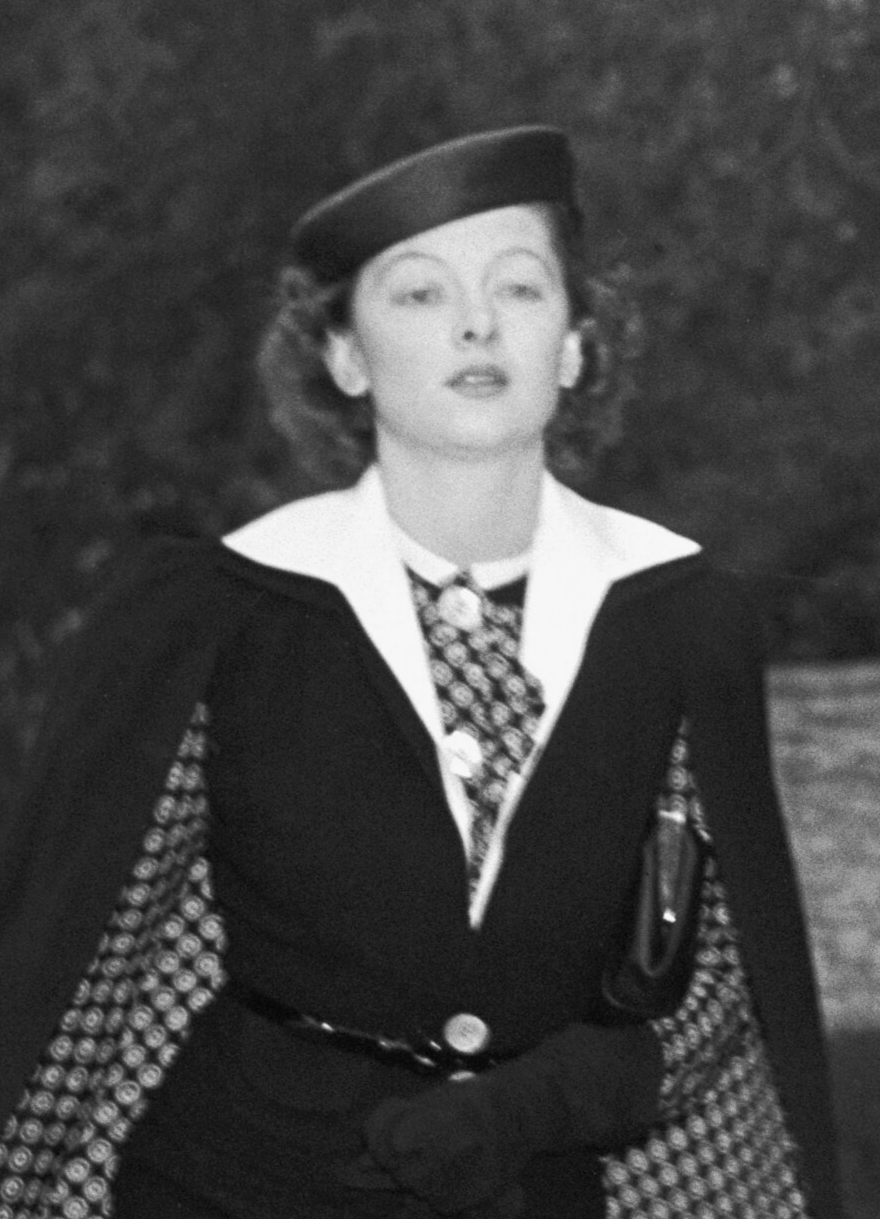
Myrna Loy

- 02. August: Myrna Loy, US-amerikanische Schauspielerin († 1993)
- 02. August: Ruth Nelson, US-amerikanische Schauspielerin († 1992)
- 02. August: Rudolf Prack, österreichischer Schauspieler († 1981)
- 12. August: Karl Paryla, österreichischer Schauspieler († 1996)
- 20. August: Duncan Macrae, britischer Schauspieler († 1967)

- 02. September: Lionel Lindon, US-amerikanischer Kameramann († 1971)
- 09. September: Joseph E. Levine, US-amerikanischer Produzent († 1987)
- 18. September: Eddie Anderson, US-amerikanischer Schauspieler († 1977)

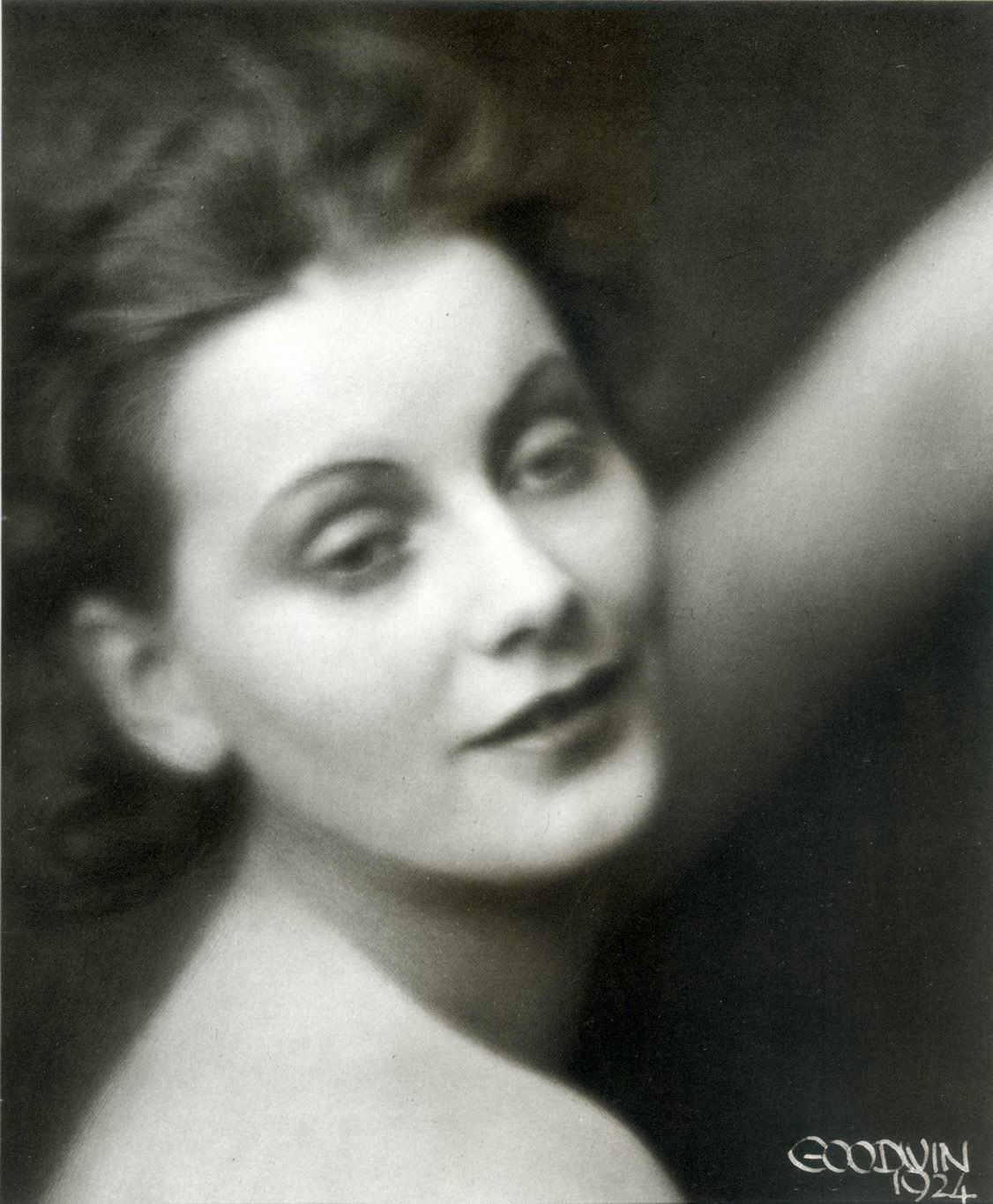
Greta Garbo (* 18. September)

- 18. September: Greta Garbo, schwedische Schauspielerin († 1990)
- 21. September: Marguerite Roberts, US-amerikanische Drehbuchautorin († 1989)
- 30. September: Michael Powell, britischer Regisseur († 1990)

### Oktober bis Dezember
- 01. Oktober: Renate Brausewetter, deutsche Schauspielerin († 2006)
- 05. Oktober: John Hoyt, US-amerikanischer Schauspieler († 1991)
- 06. Oktober: Wolfgang Liebeneiner, deutscher Regisseur († 1987)
- 12. Oktober: Joseph Kosma, ungarisch-französischer Komponist († 1969)
- 19. Oktober: Wolfgang Lukschy, deutscher Schauspieler († 1983)
- 30. Oktober: Hugo Gottschlich, österreichischer Schauspieler († 1984)

- 01. November: Aldo Fabrizi, italienischer Schauspieler († 1990)
- 05. November: Joel McCrea, US-amerikanischer Schauspieler († 1990)
- 08. November: Lucy Millowitsch, deutsche Schauspielerin und Theaterleiterin († 1990)
- 17. November: Mischa Auer, US-amerikanisch-russischer Schauspieler († 1967)
- 20. November: Georgia Lind, deutsche Schauspielerin († 1984)
- 24. November: Irving Allen, polnisch-US-amerikanischer Produzent und Regisseur († 1987)
- 30. November: Elfe Schneider, deutsche Schauspielerin und Synchronsprecherin († 1970)

- 09. Dezember: Dalton Trumbo, US-amerikanischer Drehbuchautor († 1976)
- 20. Dezember: Albert Dekker, US-amerikanischer Schauspieler († 1968)
- 22. Dezember: Pierre Brasseur, französischer Schauspieler († 1972)
- 24. Dezember: Howard Hughes, US-amerikanischer Produzent und Regisseur († 1976)
- 31. Dezember: Frank Barufski, deutscher Schauspieler und Moderator († 1991)
- 31. Dezember: Jule Styne, US-amerikanischer Komponist († 1994)

## Gestorben
- 15. Februar: Lew Wallace, US-amerikanischer Militär, Politiker und Schriftsteller, Autor des mehrfach verfilmten Romans Ben Hur (* 1827)
- 17. Juli: Clemens Seeber, Pionier der Filmtechnik